# Shango Patera

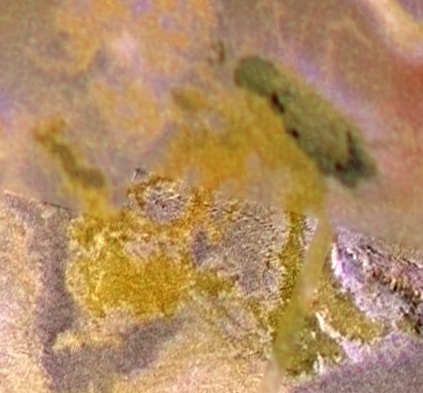
Imagem de alta resolução da Shango Patera, tirada pela sonda espacial Galileo durante o encontro com Io em 1999.

Shango Patera é uma patera, na lua Io de Júpiter. Tem cerca de 90 quilômetros de diâmetro e está localizado a 32,35 ° N 100,52 ° W. Recebeu esse nome em homenagem ao deus iorubá do trovão Xangô. Seu nome foi aprovado pela União Astronômica Internacional em 2000. Está localizado ao norte de Skythia Mons. A sudoeste está o centro eruptivo Amirani e a sudeste estão Gish Bar Patera, Gish Bar Mons e Estan Patera.
Shango foi o local de uma grande mudança de superfície entre 2001 e 2007. O piso de Shango Patera e os fluxos para o sudoeste de Shango haviam escurecido consideravelmente entre o final da missão Galileo e o sobrevoo da New Horizons em fevereiro de 2007.